# FC Tirol Innsbruck
FC Tirol Innsbruck (kortweg FC Tirol) was een Oostenrijkse voetbalclub uit de stad Innsbruck die bestond tussen 1993 en 2002.
De club ontstond in 1993 en ontsprong eigenlijk van FC Wacker Innsbruck. De professionele afdeling van Wacker werd FC Innsbruck Tirol. Door de sponsor Capillaris werd de naam FC Innsbruck Capillaris Tirol. Wacker Innsbruck werd naar de 4de klasse verwezen en Tirol nam de plaats in de eerste klasse over van de club. Een jaar later werd de naam FC Tirol Innsbruck aangenomen. Klaus Mair werd voorzitter en investeerde 20 miljoen shilling in de club en vervulde praktisch elke spelerswens die trainer Hans Krankl had. Mair werd later opgepakt wegens verduistering en werd gearresteerd Tirol stond op de rand van de afgrond maar kon gered worden.
Nieuwe sponsor Tirol Milch nam de club over en zo werd het FC Tirol Milch Innsbruck. Van 2000 tot 2002 werd de club 3 keer op rij landskampioen. De schuldenlast van de club was zodanig dat na de laatste titel de club failliet ging en fuseerde met Wacker Innsbruck en werd zo FC Wacker Tirol.

## Erelijst
- Landskampioen

2000, 2001, 2002

## In Europa
FC Tirol Innsbruck speelt sinds 1993 in diverse Europese competities. Hieronder staan de competities en in welke seizoenen de club deelnam:
- Champions League (2x)

2000/01, 2001/02
- Europacup II (1x)

1993/94
- UEFA Cup (5x)

1994/95, 1996/97, 1997/98, 2000/01, 2001/02
- Intertoto Cup (1x_

1995

## Bekende (ex-)spelers
- Francis Severeyns
- Rune Tangen